# Österrike i Eurovision Song Contest 2013
Österrike deltog i Eurovision Song Contest 2013 i Malmö i Sverige. De representerades av Natália Kelly med låten "Shine".

## Uttagning

### Inför
ORF var det första landet som bekräftade deltagande då man gjorde det redan den 27 maj 2012, dagen efter att Eurovision Song Contest 2012 avslutats. ORF meddelade att man vid ett senare datum skulle diskutera tillvägagångssätt för att välja landets bidrag. Vid en presskonferens den 12 september 2012 berättade ORF att de fortfarande studerade olika alternativ till hur de skulle välja bidrag.

### Nationell final
Den 1 oktober 2012 meddelade ORF att en nationell final skulle hållas den 15 februari 2013. Nästa dag avslöjade de att totalt fem bidrag skulle delta i uttagningen. Samtidigt släpptes uttagningens regler och huvudstaden Wien avslöjades som den plats där finalen skulle äga rum. Värdar för finalen var Mirjam Weichselbraun och Andi Knoll som både tidigare hade varit värdar för landets uttagning.
Bidrag kunde skickas in fram till den 31 oktober. Den 29 oktober avslöjade ORF att man för första gången skulle använda sig av internationella jurygrupper i sin uttagning. Juryn och telefonomröstningen hade lika mycket makt, dvs. 50% av resultatet vardera.

### Deltagare
Thomas Rabitsch, Anja Rabitsch och Ralf Strobl utsågs till att leta efter de bästa kandidaterna till finalen. Den 11 december avslöjade ORF namn på de fem artister som skulle delta i den nationella finalen. De är Yela, Natália Kelly, The Bandaloop, Elijah och Falco Luneau. Artisterna presenterades i ett morgonprogram på radiostationen Hitradio Ö3. Den 9 januari 2013 meddelade ORF att de tävlande bidragen skulle presenteras för första gången den 14 januari under en presskonferens i Saturn Tower i Donau City. Media kunde då träffa representanterna för första gången och höra deras bidrag. Artisterna framförde dem dock inte live under presskonferensen. Samma dag som den hölls släpptes låtarna till att lyssna på online. Den 7 februari publicerades de tillhörande videoklippen till varje bidrag.
Inför finalen hölls en speciell spelning på en klubb i Wien den 11 februari där artisterna fick träffa media och framföra sina låtar live. Falco Luneau var den enda av de fem tävlande som inte närvarade vid spelningen. Artisterna framförde förutom sitt tävlingsbidrag även två andra låtar vardera.
Under finalen fick de fem tävlande förutom att framföra sitt eget bidrag även framföra en tidigare vinnarlåt från ESC. Falco Luneau framförde "What's Another Year?", Natália Kelly framförde "Ne partez pas sans moi", The Bandaloop framförde "Waterloo", Elija framförde "Euphoria", och Yela framförde "Love Shine a Light".

### Finalen
Finalen sändes från ORF Studios i Wien.
| Nr | Artist        | Sång                   | Låtskrivare                                                 | Jury | Tele | Total | Plats |
| -- | ------------- | ---------------------- | ----------------------------------------------------------- | ---- | ---- | ----- | ----- |
| 1  | Falco Luneau  | "Rise Above the Night" | Falco Luneau, Tony Cornelissen                              | 24   | 25   | 49    | 3     |
| 2  | Yela          | "Feels Like Home"      | Daniela Bauer, Lukas Hillebrand, Alexander Pohn             | 34   | 16   | 50    | 2     |
| 3  | Elija         | "Give Me a Sign"       | Elija                                                       | 6    | 10   | 16    | 4     |
| 4  | Natália Kelly | "Shine"                | Andreas Grass, Nikola Paryla, Natália Kelly, Alexander Kahr | 32   | 38   | 70    | 1     |
| 5  | The Bandaloop | "Back to Fantasy"      | Barca Baxant, Justin Case                                   | 4    | 11   | 15    | 5     |

## Vid Eurovision

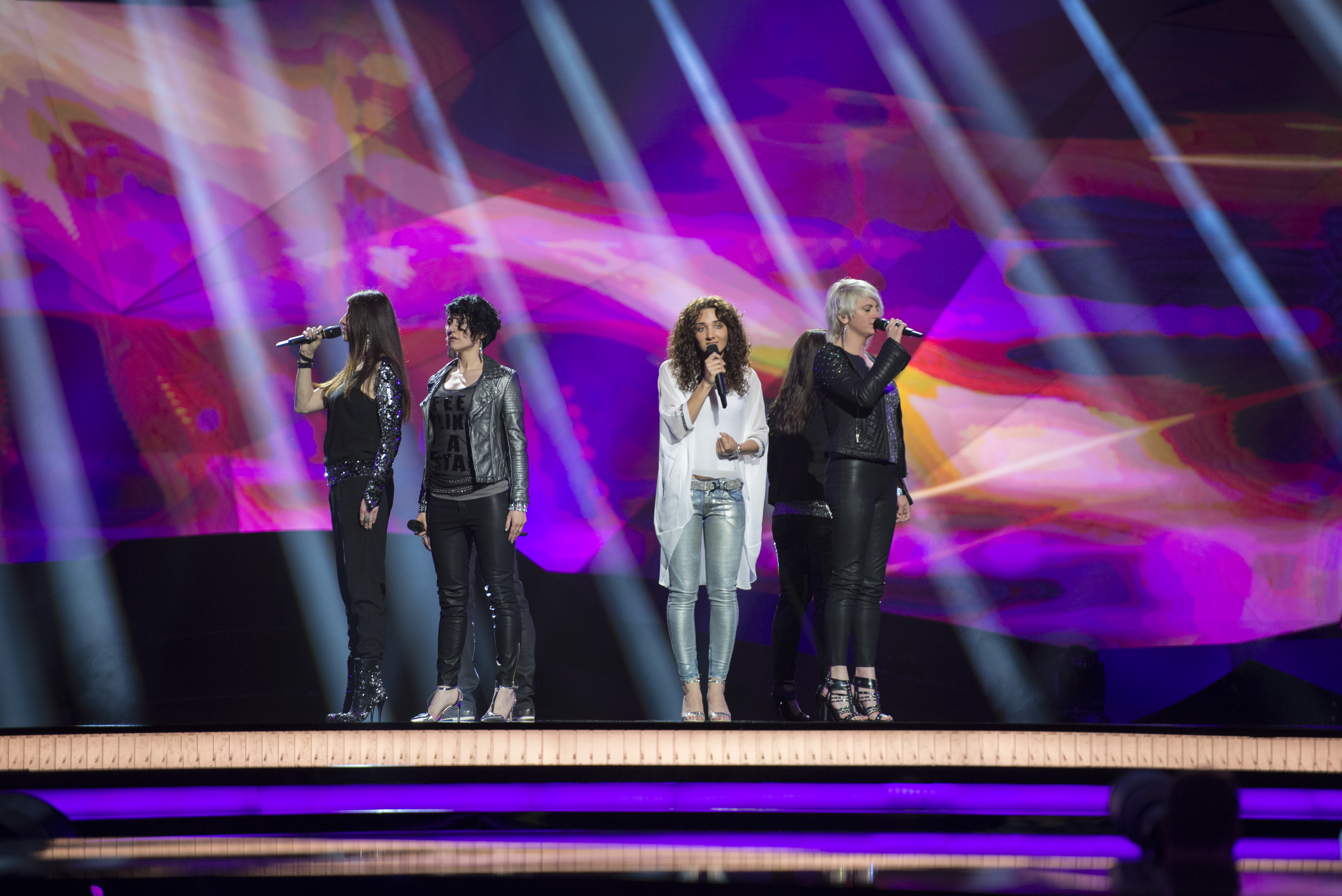
Natália Kelly framför Shine under genrepet inför Eurovision Song Contest 2013.

Österrike lottades till att framföra sitt bidrag i den första halvan av den första semifinalen den 14 maj 2013 i Malmö Arena men gick inte vidare till final.